# Museu d'art oriental de Torí
El MAO - Museu d'Art Oriental (Museo d'Arte Orientale) és un museu de Torí, inaugurat l'any 2008. Està situat al centre de la ciutat; es troba a l'històric Palazzo Mazzonis i acull una de les col·leccions d'art asiàtic més interessants de tota Itàlia.
El 2019 va rebre uns 119.000 visitants.

## Història
El Museu d'Art Oriental MAO de Torí és una de les institucions museístiques més recents que s'adapta al ja ric context cultural de la capital piemontesa. Des de fa temps, les institucions locals es pregunten com organitzar millor les col·leccions d'objectes asiàtics, conservats anteriorment al Museu Cívic d'Art Antic i, amb la contribució de la Regió del Piemont, la Compagnia di San Paolo i la Fundació Agnelli, durant els primers anys del 2000. El suport del municipi de Torí, que va voler dedicar el Palazzo Mazzonis al complex museístic ha estat també decisiu. El museu va ser dirigit fins al 2013 per Franco Ricca, professor universitari de mecànica quàntica, que fa temps que és un apassionat amant de l'art asiàtic.

## La col·lecció

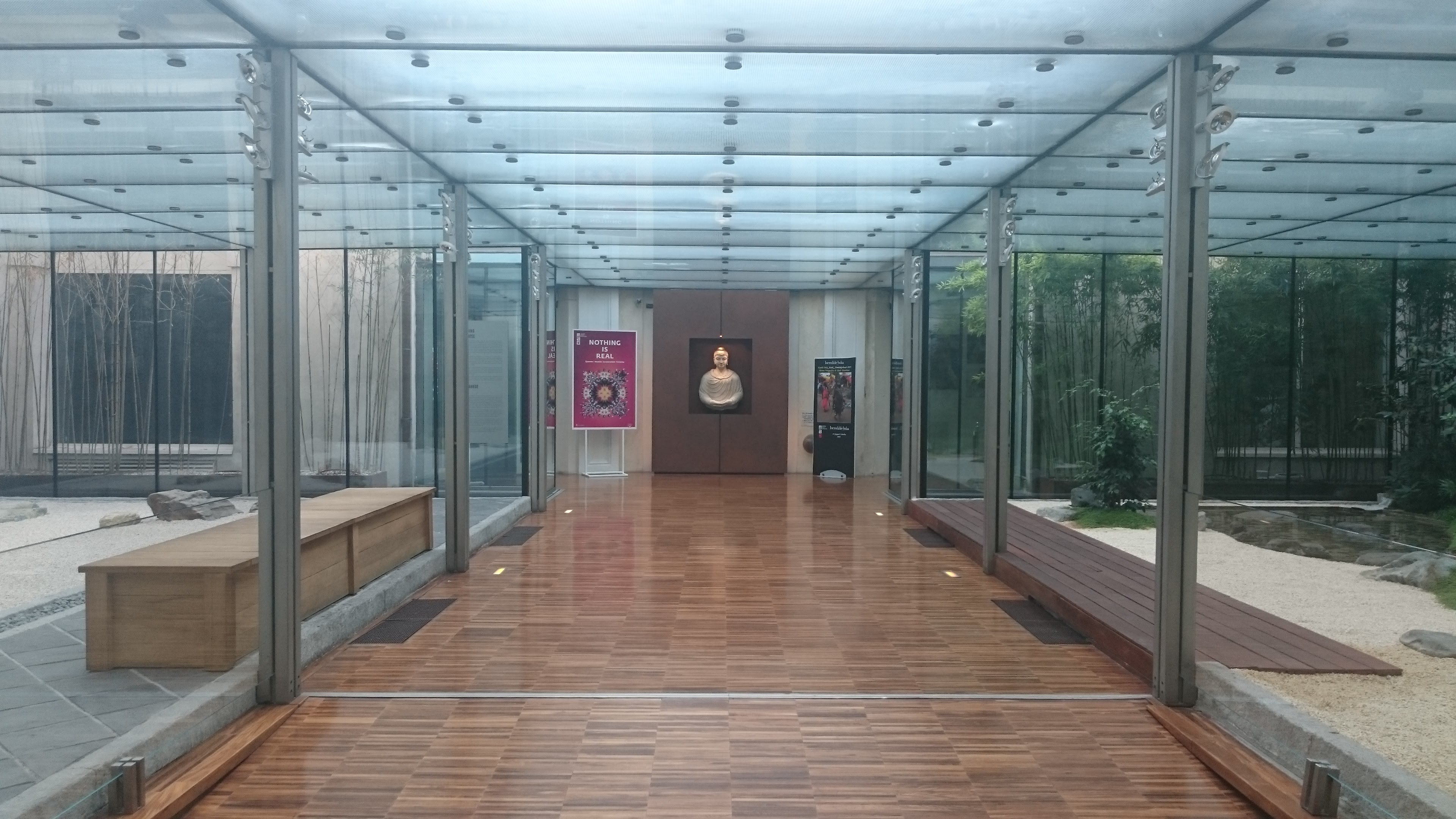
Jardí zen japonès situat a la planta baixa del Museu d'Art Oriental

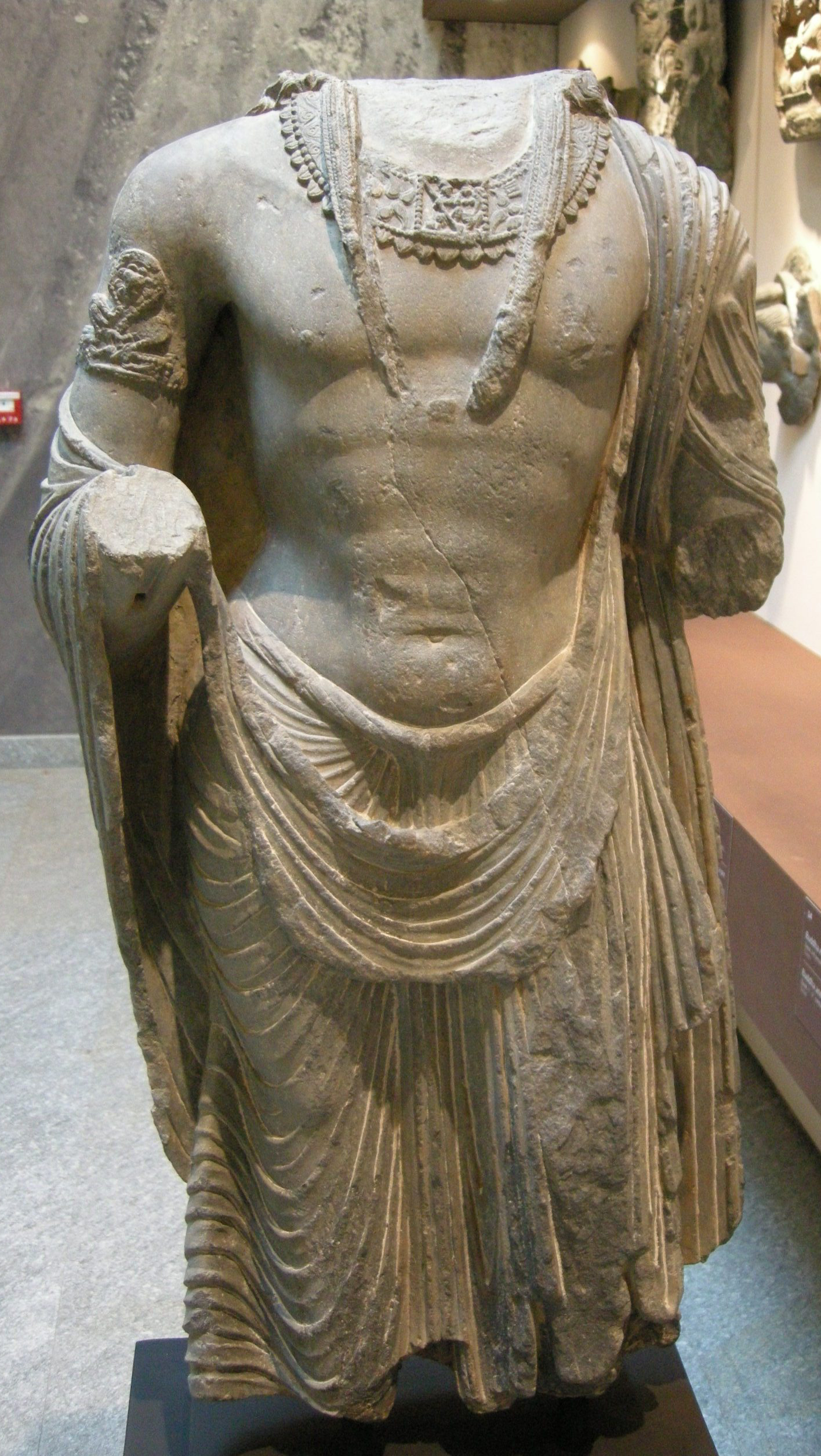
Estàtua dempeus del bodhisattva, nord del Pakistan,.

Fruit de la necessitat d'utilitzar una nova eina per al coneixement de mons llunyans, el MAO acull les col·leccions asiàtic conservades anteriorment al Museu Cívic d'Art Antic però també deu molt a l'aportació de les troballes de les col·leccions de la Regió del Piemont. Així doncs, aquesta institució neix fruit de la necessitat de donar a conèixer i les cultures asiàtiques i apropar-ne la realitat a la població italiana. L'objectiu del museu és conservar i donar a conèixer al públic obres emblemàtiques de la producció artística asiàtic i esdevenir un accés privilegiat per als estudiosos de la cultura asiàtica, també amb l'ajuda d'iniciatives concretes.
La disposició interior, comissariada per l'arquitecte Andrea Bruno, preveu l'exposició rotatòria d'unes 1.500 obres, algunes de considerable importància, disposades en cinc seccions. Els criteris que van suggerir les opcions de disseny van permetre crear un itinerari museístic agradable, malgrat la planta típica d'un edifici antic i, per tant, no sempre favorable. El vestíbul, on s'ha creat un gran espai envidrat, acull un jardí zen japonès, amb sorra i molsa. Una escala monumental condueix a les galeries, dividides en cinc zones, caracteritzades per diferents opcions cromàtiques i estilístiques, amb un ampli ús de fusta, acer, vidre i gràfics museístics evocadors dels llocs d'origen.
El primer pis acull les galeries del sud d'Àsia, el sud-est asiàtic, la Xina i la primera part de la secció dedicada al Japó, mentre que la segona part de la galeria del Japó es troba al segon pis. La galeria de l'Himàlaia es troba al tercer pis; finalment el quart pis conclou l'itinerari amb la sala estrictament verda dedicada a l'art islàmic.
A aquestes col·leccions, que estan compostes d'unes 2.300 obres, se sumen més de 1.400 troballes d'excavació d'època preislàmica procedents de les excavacions iraquianes de Selèucia i Coche.